# Праздники Перу
Культура Перу — это сочетание древних традиций древних инков с волнами европейских миграций, начавшихся в 16 веке. Хотя в некоторых районах страны сохранились индейские обычаи и культура, ярким подтверждением чему служат праздники в Перу.

## Католические праздники
Перу считается католической страной, поэтому здесь с размахом празднуют религиозные праздники. А именно Страстную пятницу и Пасху. День Всех Святых также известен масштабными праздничными мероприятиями, а также церемонией посещения могил предков. С 1 на 2 ноября некоторые семьи даже ночуют и ужинают на кладбищах. 30 августа жители Перу празднуют День Розы Лимской, которая считается первой католической святой Южной Америки.

## Местные праздники
В период с января по апрель по всей стране проводятся местные праздники, известные как фиесты. Как правило, они посвящены определенным событиям местной истории или же почитанию покровителей данного региона.

## Национальные праздники в Перу
В первую очередь стоит вспомнить о Дне национального достоинства, который отмечают 9 октября. Главным государственным праздником в Перу является День независимости, отмечаемый 28 июля. В этот день перуанцы празднуют освобождение от 300-летнего испанского гнета.

Это неполный перечень государственных праздников в Перу.
| Дата             | Название праздника             | Испанское название           |
| ---------------- | ------------------------------ | ---------------------------- |
| 1 января         | Новый год                      | Año Nuevo                    |
| (плавающая дата) | Великий четверг                | Jueves Santo                 |
| (плавающая дата) | Страстная пятница              | Viernes Santo                |
| (плавающая дата) | Пасха                          | Domingo Santo (Pascua)       |
| 1 мая            | Международный день трудящихся  | Día del Trabajo              |
| 29 июня          | День Святых Петра и Павла      | Día de San Pedro y San Pablo |
| 28 и 29 июля     | День независимости             | Día de la Independencia      |
| 30 августа       | День Розы Лимской              | Día de Santa Rosa de Lima    |
| 8 октября        | День битвы при Ангамосе        | Combate de Angamos           |
| 9 октября        | День национального достоинства | Día de la Dignidad Nacional  |
| 1 ноября         | День всех святых               | Día de Todos los Santos      |
| 8 декабря        | Праздник Непорочного Зачатия   | Inmaculada Concepción        |
| 24 декабря       | Сочельник                      | La Noche Buena               |
| 25 декабря       | Рождество                      | Navidad                      |